# Paráclito

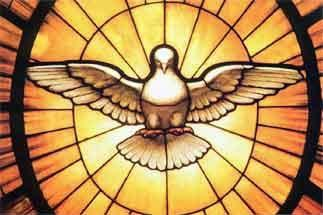
Vitral de Bernini acima do trono de São Pedro na Basílica de São Pedro, no Vaticano.

Paráclito ou Paracleto (em grego: παράκλητος - paráklētos; em latim: paracletus) significa "aquele que consola ou conforta; aquele que encoraja e reanima; aquele que revive; aquele que intercede em nosso favor como um defensor numa corte". No cristianismo, o termo é utilizado para se referir ao Espírito Santo e o termo tem sido objeto de longo debate entre os teólogos, com diversas teorias sobre o assunto.

## Etimologia
Paracleto vêm da palavra do grego koiné παράκλητος (paráklētos). A palavra para "paracleto" é passiva na forma e, etimologicamente, significava "chamado para o lado de alguém". A forma ativa da palavra, parakletor, não é encontrada no Novo Testamento, mas está na Septuaginta, no plural, em «...Todos vós sois consoladores enfadonhos» (Jó 16:2).

## "Paracleto" no judaísmo
Fílon de Alexandria fala diversas vezes sobre defensores "paracletos", primordialmente no sentido de intercessores humanos.
A palavra depois passou da literatura judaica helenizada para a literatura rabínica hebraica.

## "Paracleto" no cristianismo

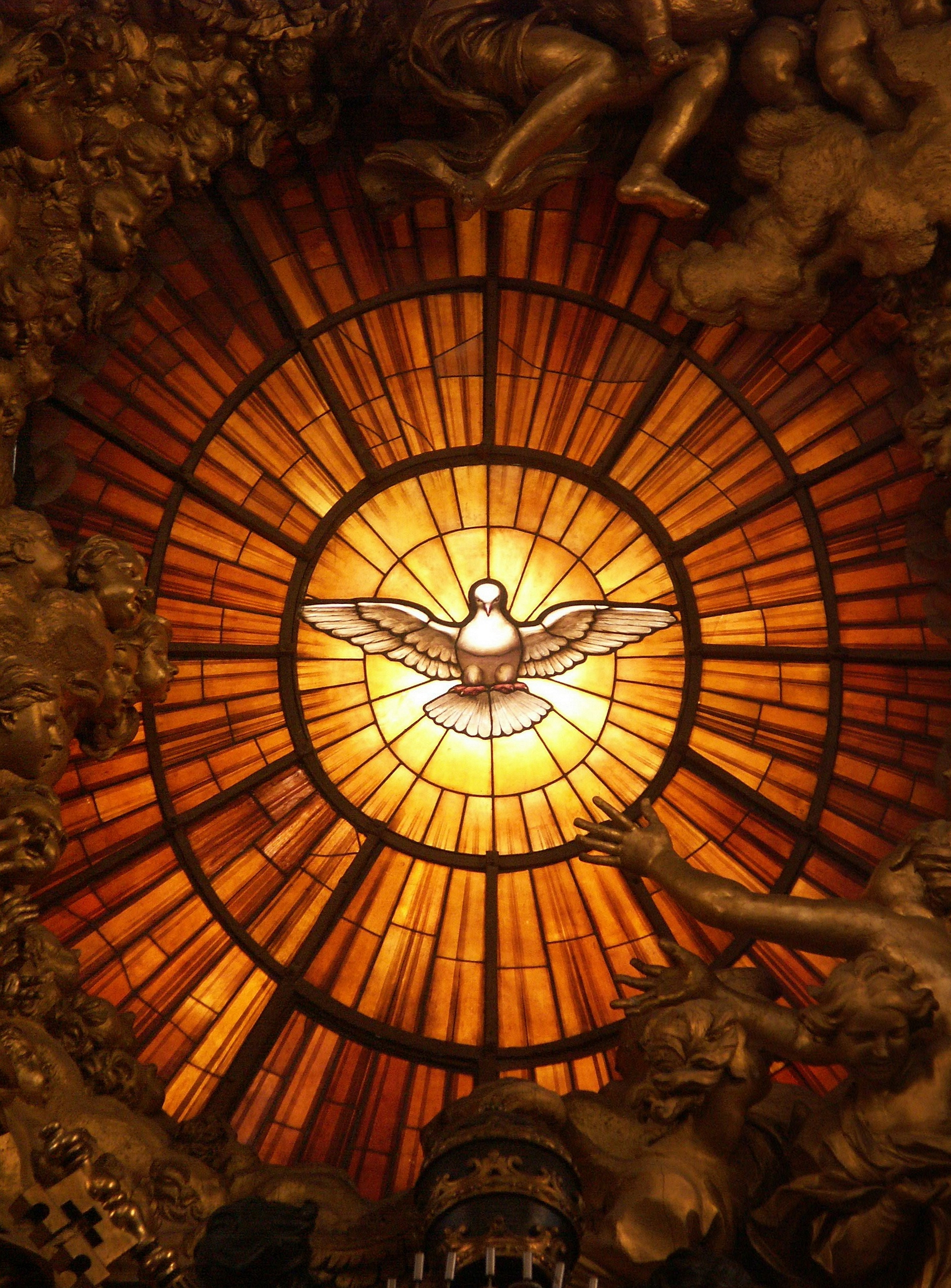
Representação do Espírito Santo como uma pomba, do Trono de São Pedro, Basílica de São Pedro

No Novo Testamento, a palavra aparece apenas nos textos de João e, em todos os casos, ela pode ser entendida como "conselheiro", "ajudante", "encorajador", "defensor" ou "consolador". A Igreja antiga identificou  "paracleto" como sendo o Espírito Santo e, desde então, os cristãos utilizam o termo como sinônimo do Espírito de Deus. No Evangelho de Mateus, Jesus Cristo usa o verbo παρακληθήσονται, paraclethesontai, tradicionalmente interpretado como significando "ser consolado, encorajado ou reanimado". O texto também pode ser traduzido como um vocativo e também como o tradicional nominativo. Assim, o significado de paraclethesontai também pode ser entendido como "o que convoca" ou "aquele (ou o que) liberta" 
Em I João 2:1, "paráclito" é utilizado para descrever o papel de intercessor que Jesus tem junto ao Pai em nome dos fiéis.

### Literatura joanina
Três termos distintos, "Espírito Santo", "Espírito da Verdade" e "Paráclito" (ou Paracleto) são utilizados na literatura joanina. O "Espírito da Verdade" aparece em João 14:17, João 15:26 e João 16:13. A Primeira Epístola de João contrasta-o com o "espírito do erro" em I João 4:6. I João 4:1–6 provê uma separação entre "todo o espírito que confessa que Jesus Cristo veio em carne, é de Deus" e os que não crêem.
Em João 14:26, Jesus diz: "mas o Paráclito, o Espírito Santo, a quem o Pai enviará em meu nome, esse vos ensinará todas as coisas e vos fará lembrar de tudo o que eu vos disse.". A identidade do "Paráclito" (do grego koiné παράκλητος - paráklētos - que pode significar "aquele que consola ou conforta; aquele que encoraja e reanima; aquele que revive; aquele que intercede em nosso favor como um defensor numa corte".  "Contudo não significa um advogado profissional (o que o latim "advocatus" significa). (...) É provável que a palavra esteja estreitamente relacionada com a função do espírito da verdade como "ajuda" nos documentos de Qumrã e esse significado corresponde melhor às ocorrências bíblicas da palavra. (...) Portanto, em sentido lato, o paráclito é concebido como "ajuda". Os estudiosos geralmente concordam sobre o fato de que, atribuído ao espírito, o termo não é traduzido por "confortador" ou "consolador", como adjetivo verbal ativo derivado do verbo paraklein e o contexto justifica esta exclusão." 